# Казначеевы
Казначеевы — русский дворянский род.
Происходит от Фёдора Семёновича — казначея у князя Олега Рязанского. Трое Казначеевых, за службу в «московское осадное сиденье», были в 1610 году пожалованы вотчинами.
В XVII веке многие Казначеевы служили стольниками и стряпчими. Александр Иванович (ум. 1880) и Алексей Гаврилович (ум. 1888) Казначеевы были сенаторами.
При подаче документов 29 марта 1686 года, для внесения рода в Бархатную книгу, была предоставлена родословная роспись Казначеевых, четыре списка рязанских дворян и детей боярских сотни головы Ивана Степановича Казначеева (1606-1622) и четыре царские  жалованные грамоты (1613-1683) на вотчины: Митинское, Щадеево, Кичкино, Маточкино, Даниловскоев в Окологородном и Старорязанском станах Рязанского уезда и Пехлецком стане Ряжского уезда.
Род Казначеевых внесён в VI, II и III части родословной книги Рязанской, Тамбовской и Таврической губерний Российской империи.

## Известные представители
- Казначеев Иван - голова, сопровождал со стрельцами и казаками до Азова послов к турецкому султану (1613).
- Казначеев Иван Степанович - рязанский городовой дворянин (1627-1629), голова у рязанских и бардаковских татар, сопровождал до Воронежа послов к турецкому султану (1622).
- Казначеев Степан Иванович - голова тульских дворян и детей боярских назначенных на службу в Яблонов (1652).
- Казначеев Дмитрий Григорьевич - стряпчий (1683), стольник (1687-1692).
- Казначеев Василий Иванович - московский дворянин (1692).
- Казначеевы: Яков Иванович и Яков Степанович - стряпчие (1692)[1][3].